# Igreja e Convento de São Francisco (Salvador)
A Igreja e Convento de São Francisco é um importante conjunto de edificações históricas na cidade de Salvador, na Bahia, Brasil.
Parte do Centro Histórico de Salvador, que é Patrimônio da Humanidade pela UNESCO, as estruturas foram erguidas entre os séculos XVII e XVIII e são consideradas uma das mais singulares e ricas expressões do Barroco no Brasil, apresentando, em especial a Igreja, uma faustosa decoração interior com revestimento em ouro. O conjunto é, ainda, tombado como patrimônio material pelo Instituto do Patrimônio Histórico e Artístico Nacional do Brasil, registrado no Sistema de Informação para o Património Arquitetónico português, sob número 30673, e uma das Sete Maravilhas de Origem Portuguesa no Mundo.

## História
O Convento foi fundado em 1585 pelo frei franciscano Melchior de Santa Catarina, Custódio de Olinda, em Pernambuco, após receber autorização do papa Sisto V. No local já havia uma pequena capela e algumas habitações provisórias. No mesmo ano, a convite do bispo Dom Antônio Barreiros, o Custódio enviou dois irmãos para a Bahia, os frades Antônio da Ilha e Francisco de São Boaventura, com a responsabilidade de providenciar a instalação do Convento e dar início às obras, que só começaram de fato em 1587. Em 1675 foi decidida uma reconstrução, sob a administração do Provincial frei Vicente das Chagas, que autorizou o frei Daniel de São Francisco a angariar donativos para as obras. Como a congregação havia crescido, os novos edifícios foram projetados em uma escala mais ampla.

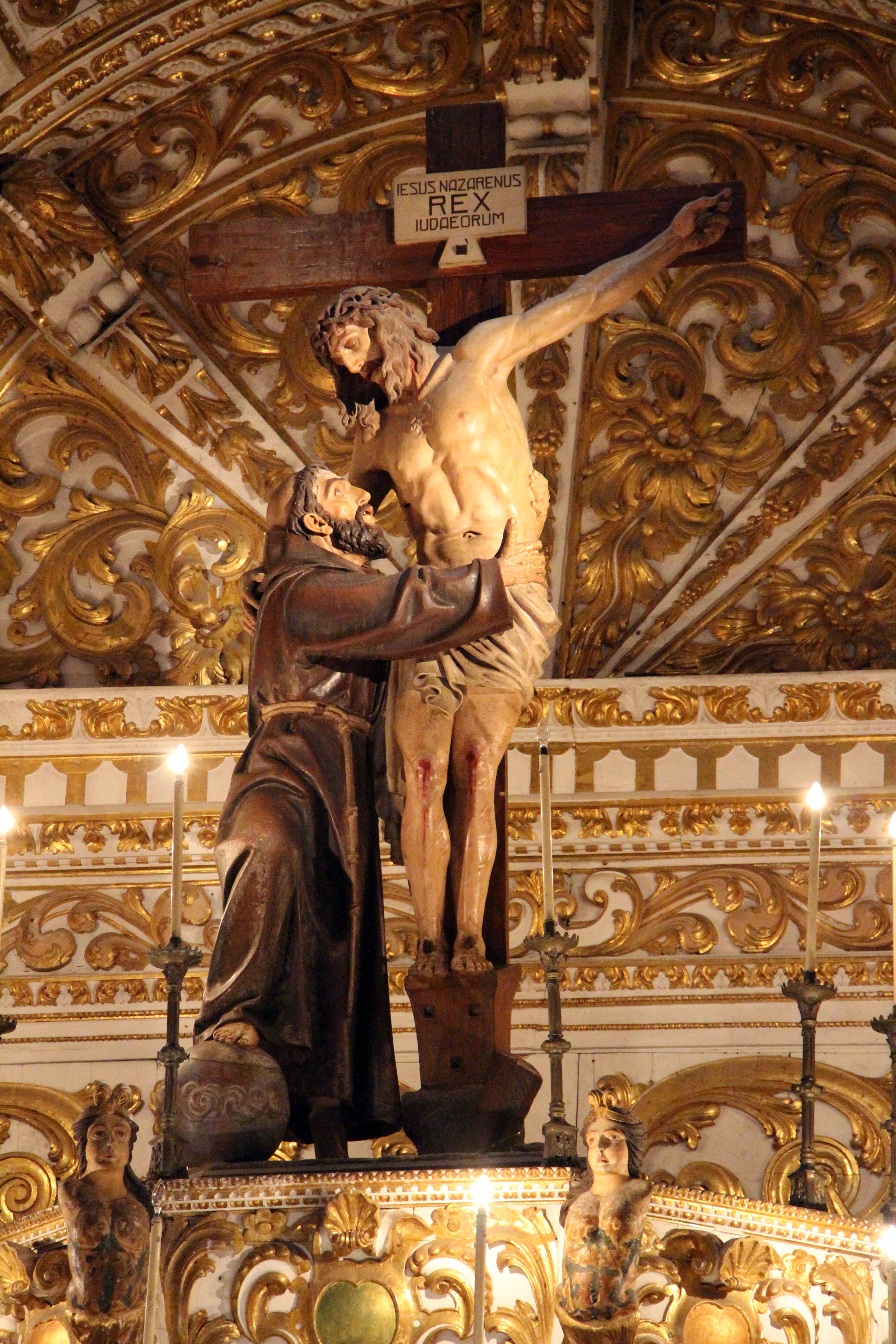
Grupo de Cristo na cruz abraçado por São Francisco, no altar-mor

As obras tiveram início oficial em 20 de dezembro de 1686, quando se lançou a pedra fundamental. O claustro foi construído primeiro, com projeto de Francisco Pinheiro. Em 1701 foi dada autorização para que a Ordem Terceira construísse sua própria Igreja, cemitério e outras dependências. A partir de 1705 foram colocados revestimentos no claustro e erguido o altar da enfermaria, e entre 1710-1710 foram concluídos os muros e lançados os pilares. Sua decoração de azulejos pintados foi realizada entre 1749 e 1752. Entrementes outras partes do conjunto foram sendo edificadas. Em 1708 foi iniciada a capela-mor da Igreja. Como o terreno apresentava um forte declive nos fundos, foi preciso aterrá-lo e lançar fundos alicerces. As obras foram supervisionadas por Manoel Quaresma, sucedido a partir de 1710 por frei Hilário da Visitação. Não se sabe ao certo quem foi seu arquiteto, talvez tenha sido o mesmo Francisco Pinheiro. Contudo, o projeto teve de ser modificado, prescindindo da galilé, já que o síndico do Convento, Francisco Oliveira Porto, iniciara a construção de umas casas junto de onde ela deveria ficar.
A capela-mor, o arco do cruzeiro e as paredes até onde ficariam os púlpitos estavam prontos em 1713, já podendo abrigar o culto, sendo consagrado este trecho em 3 de outubro. O restante do corpo da Igreja, incluindo a fachada em arenito, foi terminado em 1720, data gravada no frontispício. No mesmo ano foi instalado o cadeiral do coro, reaproveitado da edificação anterior, e em seguida iniciaram as obras de decoração interna.
Em 1729 o frei Álvaro da Conceição providenciou à conclusão dos pilares do claustro, e a partir de 1733 iniciaram as pinturas do teto da Igreja, obra do frei Jerônimo da Graça. Em 1737 foram colocados azulejos na capela-mor, no ano seguinte começou o arremate dos pilares do claustro, o douramento do capela-mor e altares laterais da Igreja, e a execução do retábulo de São Luís ao lado do arco do cruzeiro. Em 1741 o frei Manoel do Nascimento iniciou o revestimento do piso e foi encomendado um grande retábulo de Nossa Senhora da Glória, instalado também ao lado do cruzeiro. Entre 1749 e 1752 foram finalizadas as obras do claustro, incluindo a biblioteca, e a partir de 1752 foram sendo terminadas a portaria e seu altar. Em 1782 foram colocados azulejos na portaria. As torres foram concluídas entre 1796 e 1797, instalando-se os sinos e o relógio, mas o revestimento de pedras azuis e brancas nos coruchéus teve de esperar ainda cerca de um século para ser instalado.

## Características

### Igreja

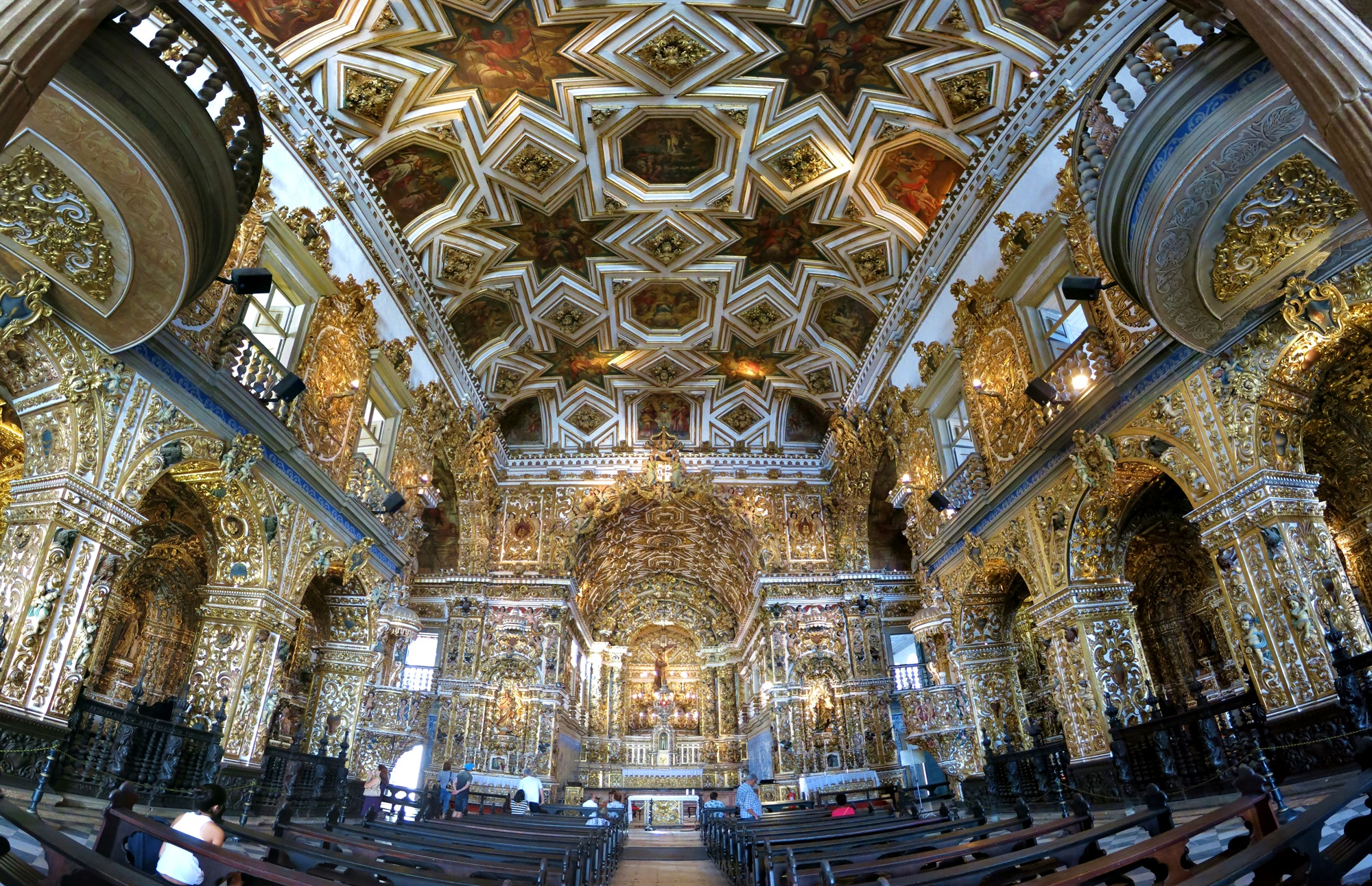
Interior da Igreja

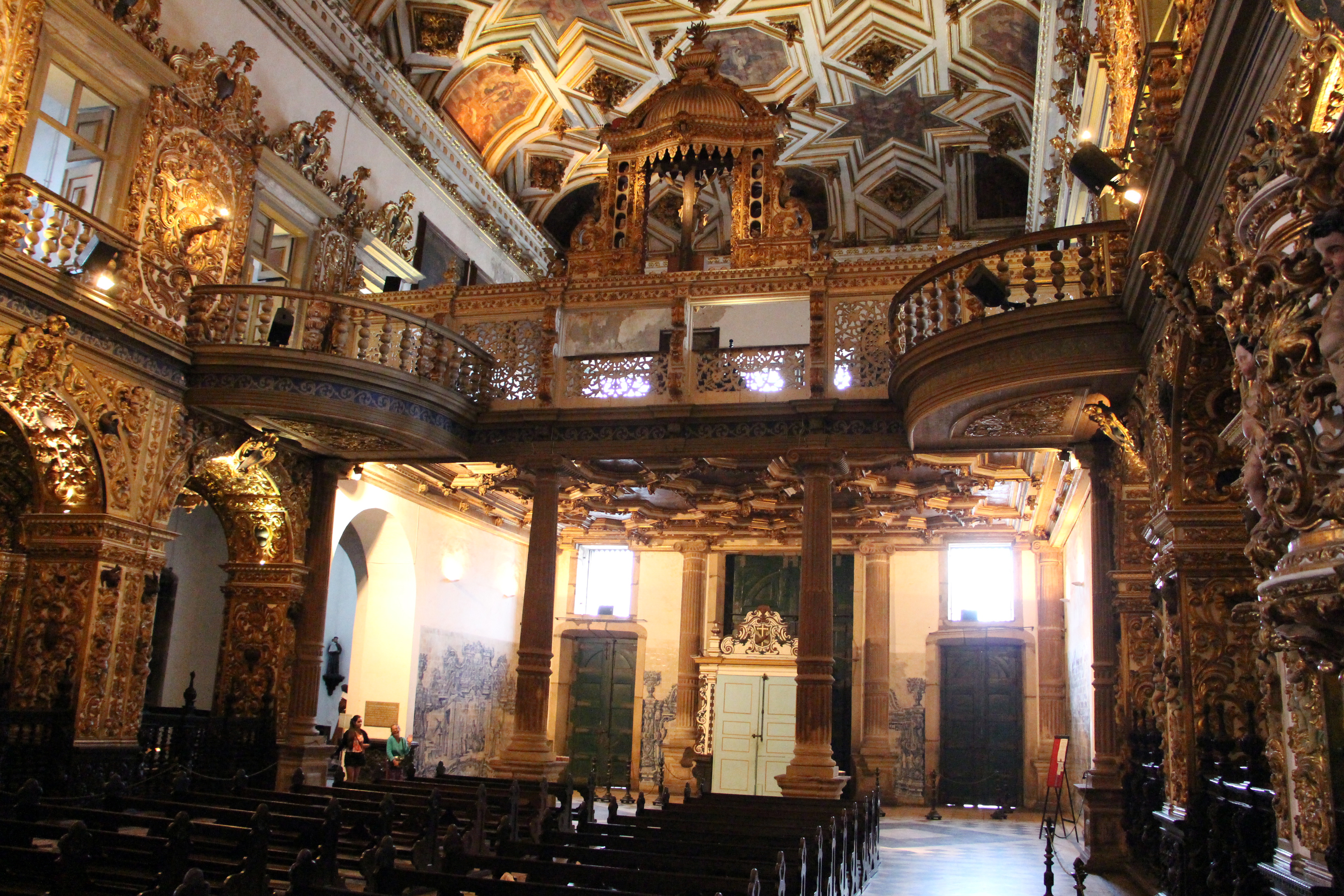
O coro sobre a entrada

Situada diante de uma praça, o Largo do Cruzeiro, que se articula com o Terreiro de Jesus, a Igreja mostra influência da edificação jesuíta, austera no exterior mas decorada com luxo no interior. O edifício foi construído em pedra calcária nas partes aparentes, e arenito nas partes rebocadas. A simplicidade dos campanários quadrangulares, coroados com pirâmides azulejadas, contrasta com o bloco central mais ornamentado, com aberturas em arco na base e um frontão no topo decorado com grandes volutas. Leslie Bethell identificou influência dos modelos arquitetônicos de Sebastiano Serlio na fachada. Sua planta é incomum entre os projetos franciscanos do Nordeste brasileiro, pois tem três naves, ao passo que o desenho mais usual conta com apenas uma, embora as naves laterais sejam baixas, estreitas e cobertas por uma galeria, e funcionem mais como um deambulatório entre as capelas secundárias. Além da capela-mor, dedicada a São Francisco de Assis a Igreja possui oito capelas secundárias, duas delas nos braços do transepto. A do lado esquerdo é dedicada a Nossa Senhora da Glória, e a direita, a São Luís de Toulouse.
A Igreja é especialmente preciosa pela sua exuberante decoração interna. Todas as superfícies do interior — paredes, colunas, teto, capelas — são revestidas de intrincados entalhes e douraduras, com florões, frisos, arcos, volutas e inúmeras figuras de anjos e pássaros espalhadas em vários pontos. Não se conhece o autor da talha. De ambos os lados existem grandes púlpitos, também ricamente decorados.
Na capela-mor se destaca o importante grupo escultórico do altar-mor, que ilustra a aparição do Cristo estigmatizado para São Francisco. É produção moderna, de dimensões acima do natural, inspirada em tela de Bartolomé Murillo, célebre pintor espanhol. Foi talhado e instalado em 1930 pelo baiano Pedro Ferreira seguindo a estética e as técnicas barrocas, sob encomenda do conselheiro Francisco da Silva Pedreira. Antes de ser entronizado, o conjunto foi exposto em uma galeria de Salvador, atraindo grande público e despertando elogios generalizados, inclusive de mestres da Escola de Belas Artes. Diante do grupo pende um lampadário de prata de quase dois metros de altura, pesando 80 quilos, datado de 1758-1761, doado pelo capitão Antônio André Torres. Na mesma capela há pinturas sobre a vida do santo, produzidas por Bartolomeu Antunes em Lisboa em 1737, possivelmente a pedido do frei Manuel das Mercês. As capelas secundárias não possuem dedicação fixa, os santos que honram passaram por um rodízio desde a fundação do complexo, substituindo-se periodicamente a estatuária nos seus respectivos altares.

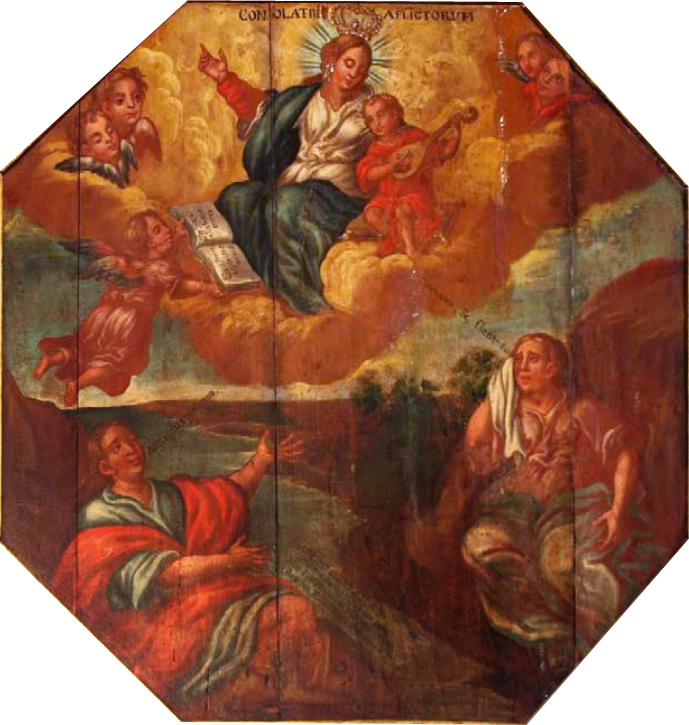
Maria consoladora dos aflitos, pintura no teto da nave

O teto da nave possui pinturas sobre o ciclo mariano atribuídas por Augusto Telles ao frei Jerônimo da Graça, realizadas entre 1733 e 1737. O cadeiral entalhado do coro e a estante para o missal, bem como as grades entre as capelas secundárias, são obra do frei Luís de Jesus, conhecido como "irmão Torneiro", e são os elementos decorativos mais antigos da Igreja, datando do século XVII, reaproveitados da primeira Igreja edificada no local. Sobre o parapeito do coro existe ainda um rico oratório com um crucifixo e dez pequenos nichos para relíquias de vários santos, entre elas um crânio de um mártir não identificado, a quem se atribuiu o nome de São Fidélis Mártir, doado pelo papa Inocêncio XII. Entre suas joias estão também uma estátua de São Pedro de Alcântara criada pelo santeiro baiano Manuel Inácio da Costa, outra de Santo Antônio, possivelmente encomendada por Garcia d'Ávila, e uma série de painéis de azulejo pintados com cenas da vida do padroeiro, criados em 1737 por Bartolomeu Antunes de Jesus, artista lisboeta. As pias de água benta debaixo do coro, à entrada, foram doadas, segundo a tradição, por Dom João VI, e o piso tem revestimento decorado acompanhando o padrão dos entalhes do teto.

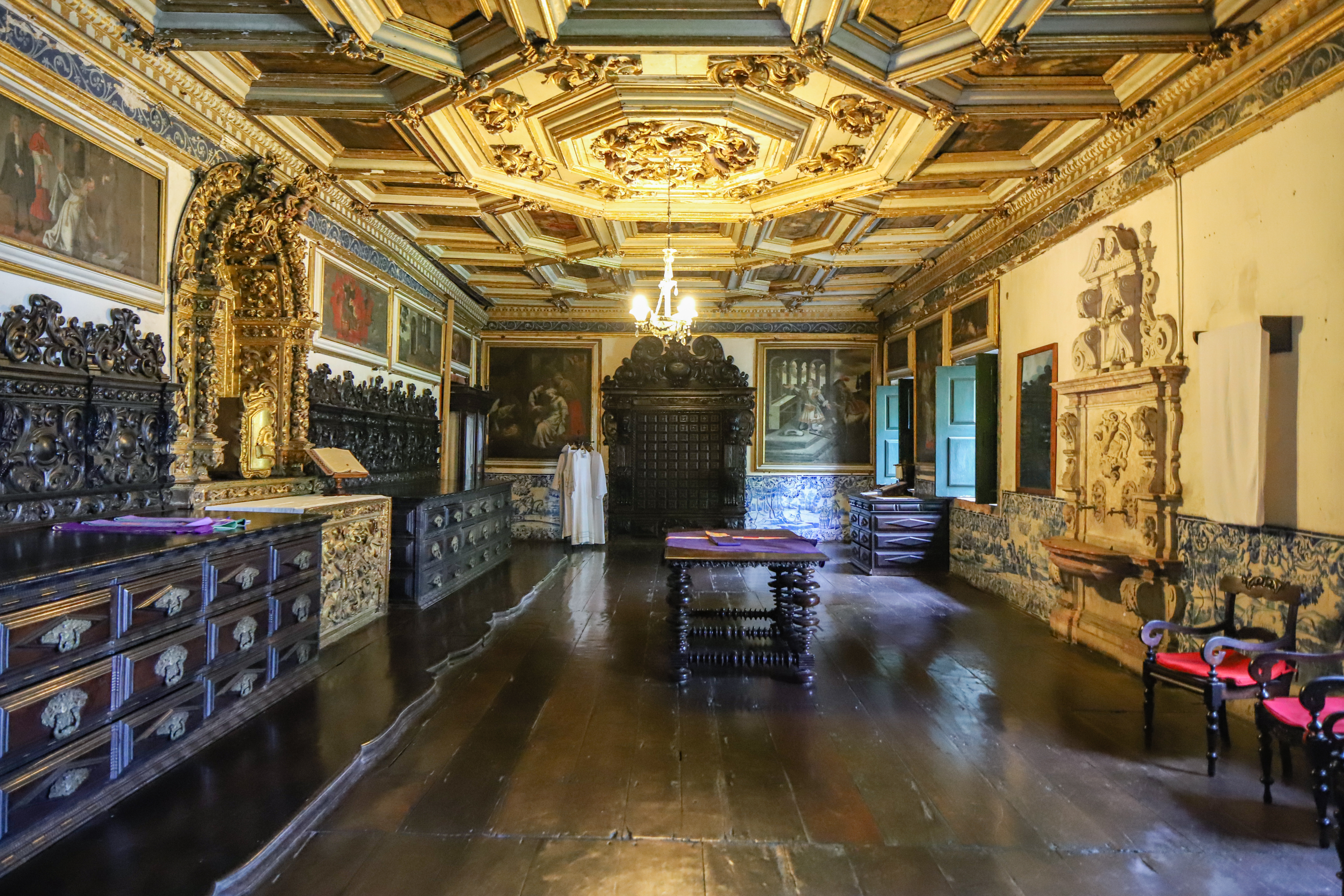
A sacristia

A sacristia também é ricamente decorada. O corredor que a interliga à Igreja tem o teto e azulejos pintados com cenas bíblicas. Dali sobe-se por uma escada às tribunas e coro da Igreja e ao piso superior do Convento. A passagem é ornada com azulejos mostrando cenas diversas: alegorias dos sentidos e dos meses do ano, paisagens, combates e cenas pastorais. A sacristia propriamente dita possui um grande arcaz em madeira entalhada, obra do irmão Torneiro, com pinturas sobre pequenas placas de cobre encaixadas em nichos, mostrando cenas da vida de São Francisco. Sobre o móvel, junto ao teto, está uma série de pinturas de Bartolomeu Antunes com a mesma temática, motivo que se repete nas pinturas do teto, emolduradas por caixotões. Dividindo o arcaz ao meio, se ergue um grande altar dourado com um crucifixo em marfim. Nas duas paredes laterais estão dois grandes armários também entalhados no mesmo estilo, mas sua autoria é controversa. Na outra parede foi instalado um lavabo de pedra, de linhas simples, em cujo topo está uma estátua de Santo Antônio.

### Convento

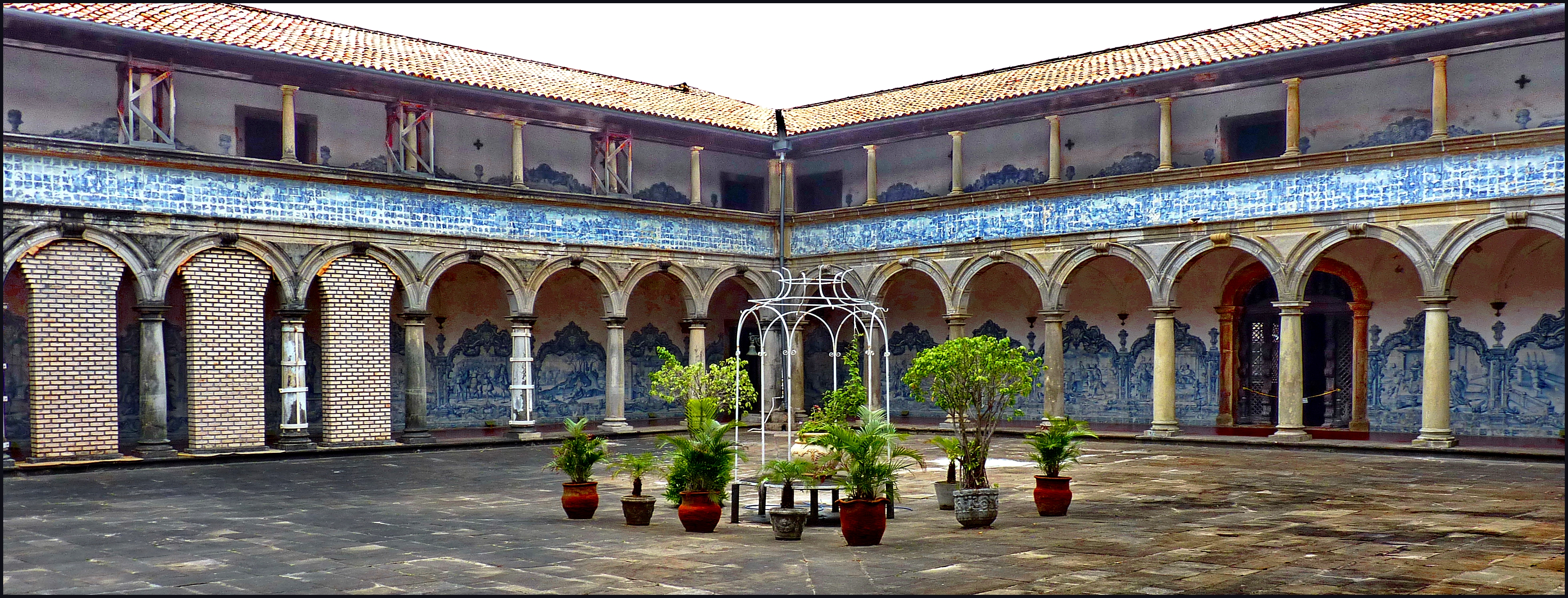
O claustro

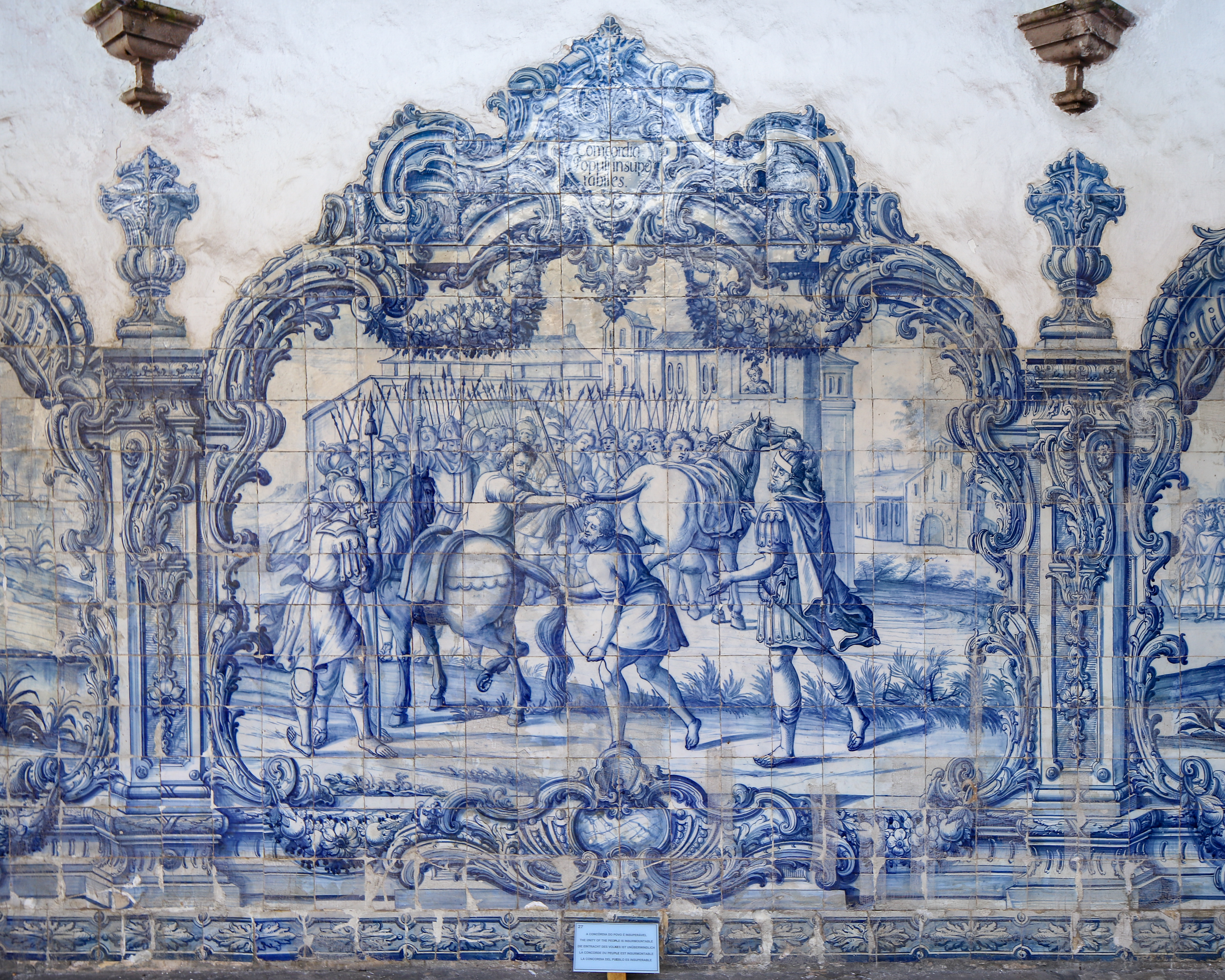
Um dos painéis de azulejos

O Convento, ainda em uso, com dezenas de celas, foi construído em torno de um claustro quadrado, tem um subsolo e dois pavimentos sobre o nível da rua. O modelo se inspira nos claustros portugueses do século XVI. O teto do átrio que dá acesso ao Convento é todo coberto por pintura, atribuída a José Joaquim da Rocha, onde se representa uma aula magna universitária em que se debate o privilégio da isenção da Virgem Maria do pecado original, uma cena povoada por vários santos, prelados e figuras alegóricas dos quatro continentes. O átrio também possui um altar entalhado, e é decorado com azulejos pintados com cenas da vida monástica, e pinturas com retratos e cenas de santos franciscanos.
O interior do claustro, na parte térrea, apresenta galerias cobertas com teto abobadado e arcadas que se abrem para o pátio. As galerias são decoradas com uma importante série de 37 painéis de azulejos, doados por Dom João V, parte deles criada por Bartolomeu de Jesus em meados do século XVIII, e que mostram cenas retiradas do livro Teatro Moral da Vida Humana e de toda a Filosofia dos Antigos e Modernos, ilustrado com estampas de Otto van Veen, que foi mestre de Peter Rubens. Cada uma da quatro alas do claustro é decorada com uma temática diferente, apropriadas para a meditação dos monges, ilustrando 1) o elogio da virtude e da sabedoria, 2) a sabedoria do bem viver e a fugacidade do tempo, 3) a amizade e os contrastes entre vícios e virtudes, e 4) o elogio da pobreza. Os painéis também trazem inscrições edificantes inspiradas nos versos de Horácio. O pavimento superior possui um passeio aberto em forma de galeria com vigamento aparente e coberto por telhas. Já nos painéis de azulejo do piso superior a temática é profana, apresentando paisagens, cavaleiros em viagem, batalhas e conquistas, e cenas de caça, pesca, diversão e música.
Outros espaços dignos de nota são a biblioteca, com um pequeno altar dedicado a São Boaventura, um teto decorado com grandes pinturas de Doutores da Igreja e estantes coroadas por entalhes; o refeitório, com outros painéis azulejados datados de c. 1650, pertencentes à primeira Igreja construída no local, e a sala-capela do Capítulo. Esta última tem o teto decorado com uma grande série de pinturas embutidas em caixotões que representam virgens mártires, mais um imponente altar dedicado a Nossa Senhora da Saúde, azulejaria pintada e oito painéis parietais com temática retirada do ciclo mariano, especialmente as Litaniae Lauretanae. A fonte iconográfica foi identificada na obra Elogia Mariana, publicada em Augsburgo em 1732, com ilustrações de August Casimir Redel e Thomas Scheffler. O jardim do Convento também serve como pequeno cemitério, onde foram depositados os despojos de várias personalidades franciscanas, como o frei Vicente do Salvador e o frei Antônio de Santa Maria.

## Importância estética e cultural

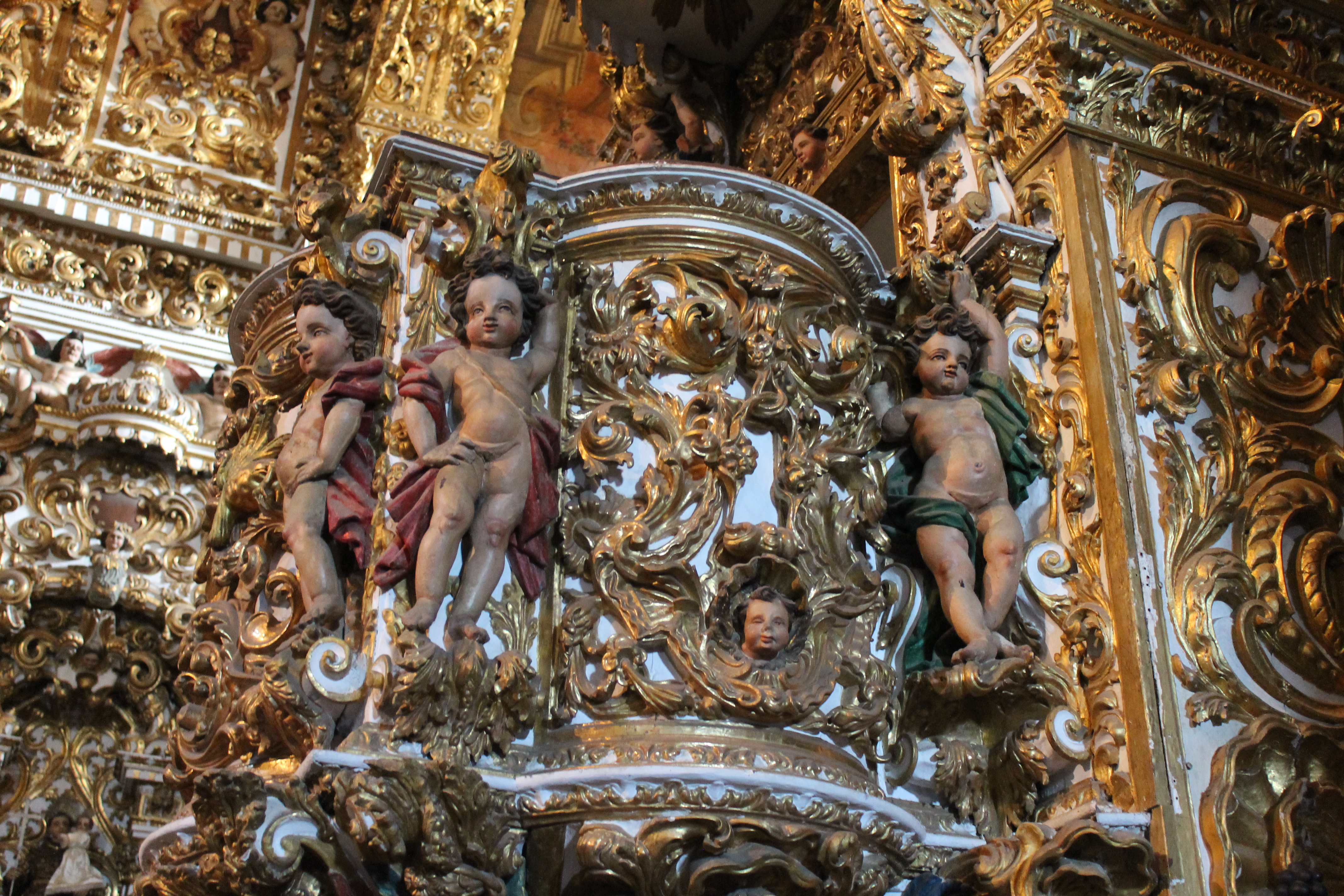
Detalhe do púlpito

O conjunto, especialmente pela riqueza da Igreja, é considerado como uma das mais espetaculares expressões do Barroco no Brasil, tendo sido tombado pelo IPHAN em 1985. Também foi eleito uma das 7 Maravilhas de Origem Portuguesa no Mundo. Anexa fica a Igreja da Ordem Terceira de São Francisco, outro monumento notável pela originalidade de sua fachada profusamente ornamental, com reminiscências maneiristas e única no contexto brasileiro. O Centro Histórico de Salvador, onde os edifícios se localizam, foi declarado Patrimônio da Humanidade pela Unesco.
Essa abundância decorativa era parte essencial do estilo Barroco, incentivada pelas determinações do Concílio de Trento, e tinha como objetivo conquistar os fiéis e excitar sua devoção através da maravilha e do deslumbramento, ao mesmo tempo em que oferecia uma série de pinturas e estátuas que ilustravam a doutrina católica para a educação do povo analfabeto. Mesmo que a suntuosidade fosse uma característica comum dos templos barrocos, a riqueza extraordinária da Igreja levantou questionamentos desde o início. No século XVIII o templo foi visitado por capuchinhos italianos, que ficaram indignados com tanta ostentação, e elaboraram um documento em que lamentavam o abuso e as constantes solicitações de esmolas pelos frades para completar a decoração. No século XIX franciscanos alemães também protestaram, pretendendo eliminar todo o ouro das Igrejas salvo nos aparatos litúrgicos e no tabernáculo do Santíssimo Sacramento, mas a medida não encontrou receptividade. Apesar da grande homogeneidade da decoração como um todo, o estilo dos elementos em separado, em seu estado atual, pode variar bastante, mostrando traços maneiristas, rococós e até neoclássicos, embora o Barroco predomine, o que se explica pelo largo período de tempo necessário para construir e decorar as estruturas, e pelas reformas, restauros ou alterações que o conjunto sofreu em sua história.

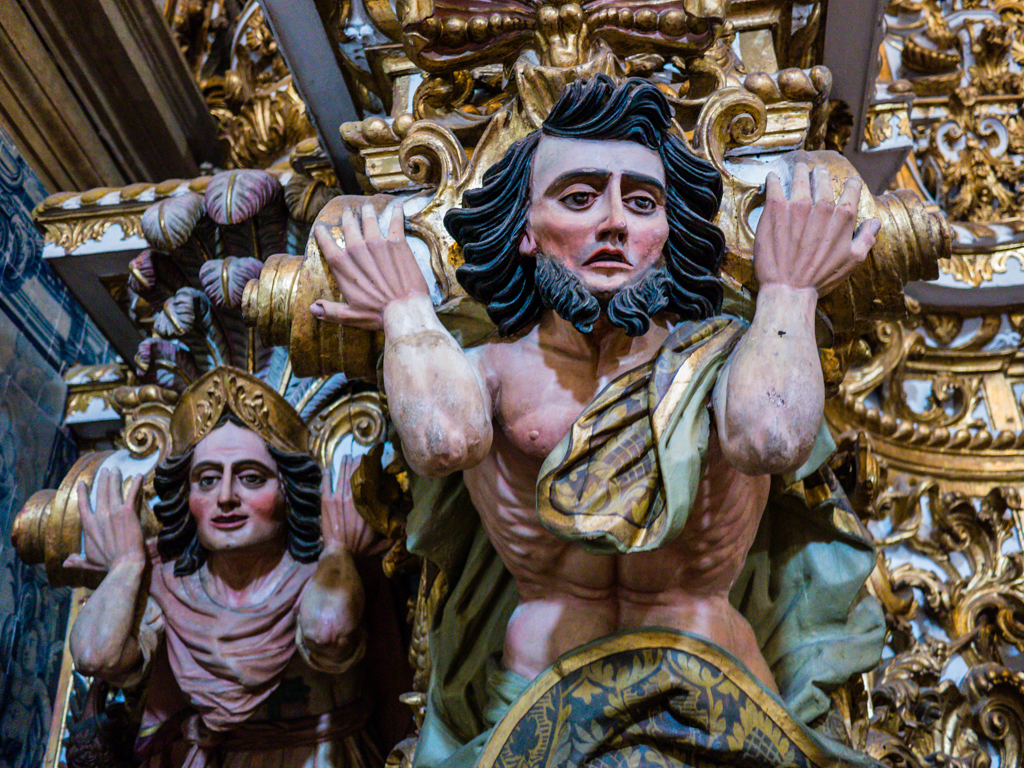
Detalhe da talha com dois atlantes

Contrastando com o luxo dos edifícios, a vida monástica que se desenvolve hoje no Convento é marcada pela austeridade. Os frades seguem o voto de pobreza, dedicam-se à oração e às obras pias e, segundo disse o frei Hugo Fragoso, "a vivência pessoal dos religiosos sempre foi pobre. [...] A cada reforma católica, há uma tentativa de resgate da maneira de viver de Francisco de Assis, com a substituição de algumas casas suntuosas por eremitérios. A tensão é permanente ao longo dos séculos. [...] Ao contrário dos franciscanos do século de ouro, os de hoje lutam pelo resgate do essencial". O mobiliário das celas dos frades se resume em uma cama, um armário e uma escrivaninha.
Em 2009 foi publicado o primeiro levantamento histórico, social e estético aprofundado sobre os edifícios, o livro Igreja e Convento de São Francisco da Bahia, após uma pesquisa de 10 anos realizada pela historiadora Maria Helena Ochi Flexor em conjunto com o frei Hugo Fragoso, trazendo textos de vários especialistas.
Desde o século XVIII acontece às terças-feiras, no largo diante da Igreja, a tradicional bênção dos pães de Santo Antônio, um santo franciscano, com a maior participação popular no dia da sua festa, 13 de junho, e na festa de São Francisco, 17 de setembro, quando chegam a ser distribuídos 15 mil pãezinhos. A celebração atrai também devotos de Ogun, num sincretismo com cultos afrobrasileiros.

### Conservação

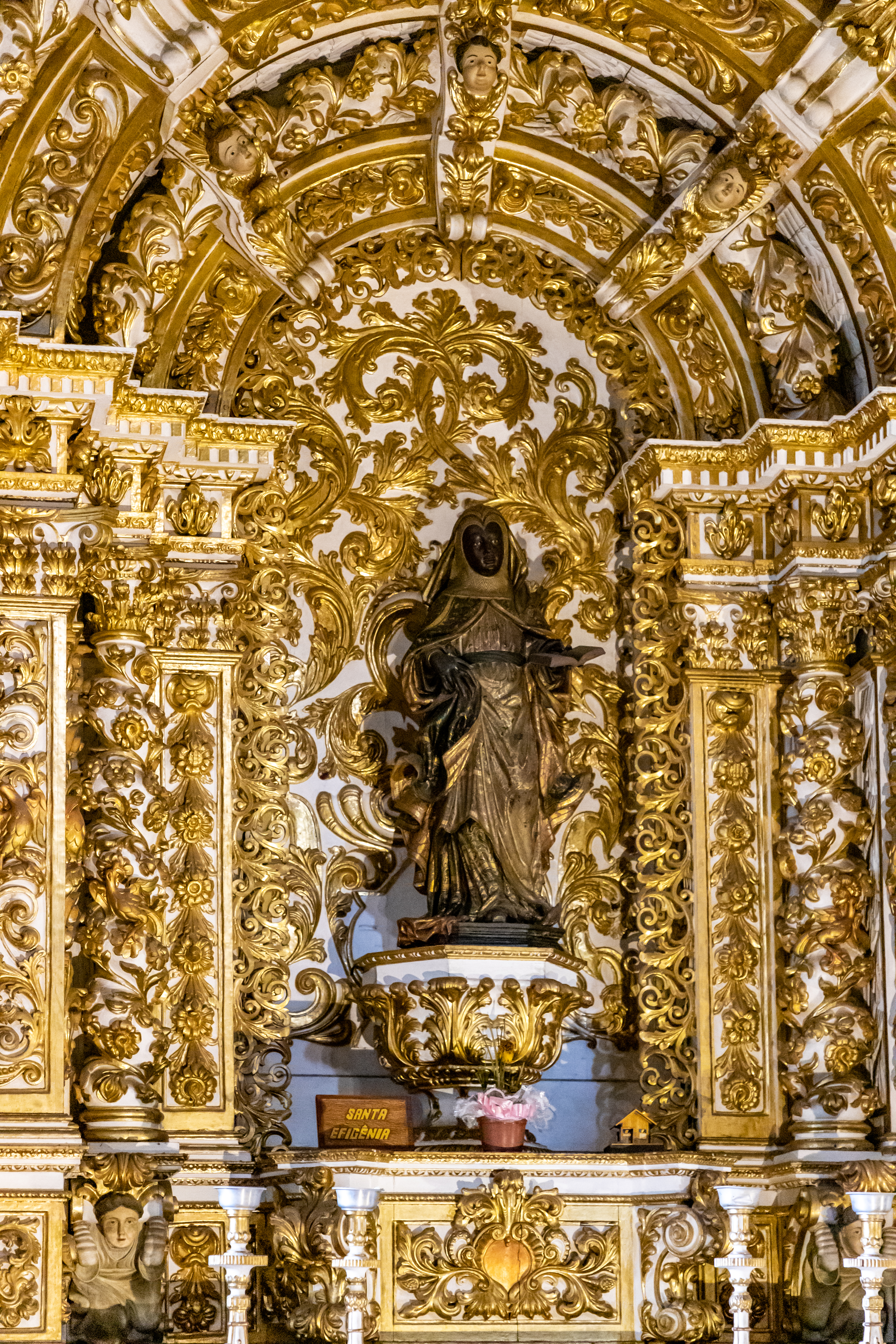
Altar de Santa Ifigênia

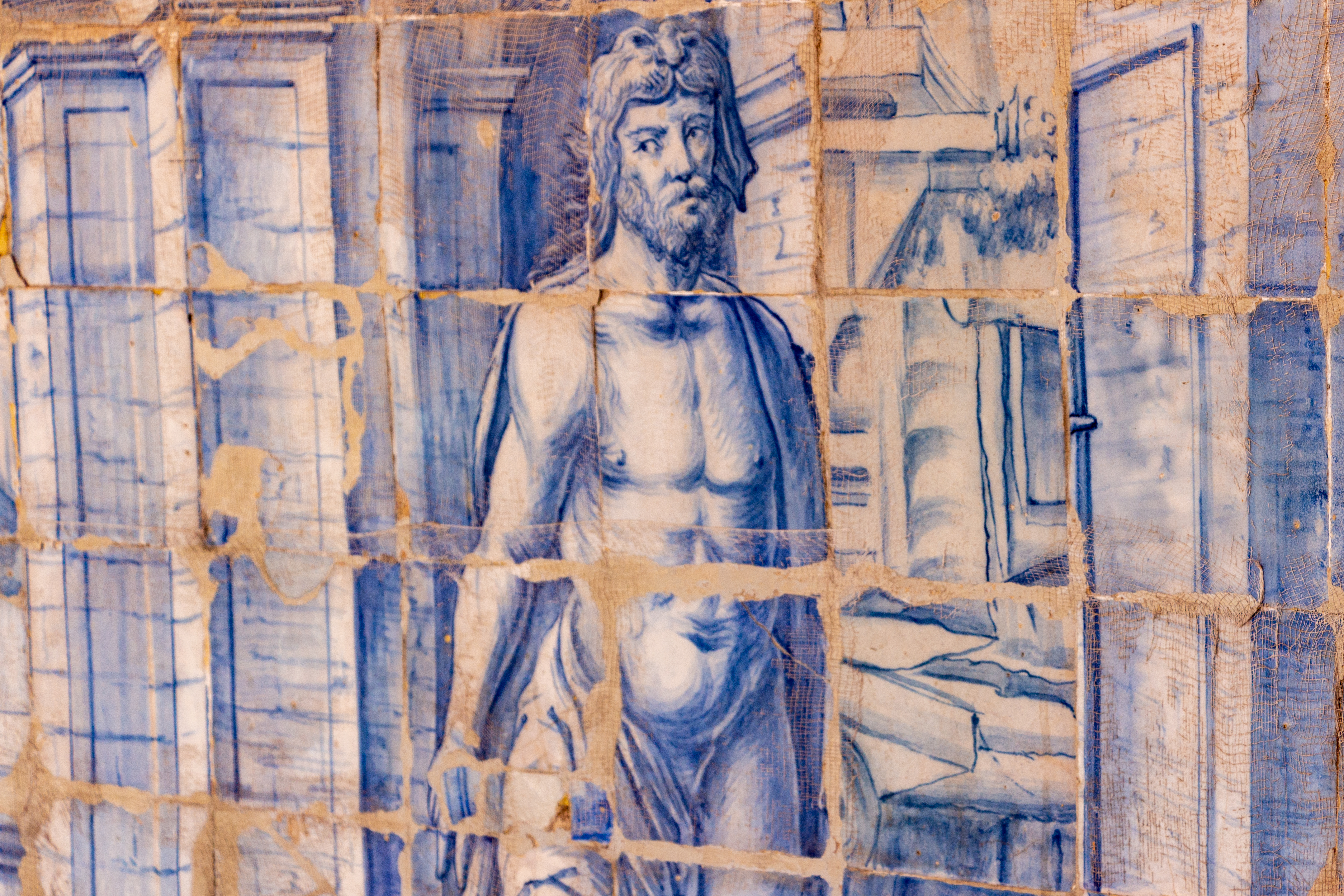
Detalhe dos azulejos em 2019, evidenciando sua degradação, com múltiplas perdas de fragmentos

Entre 1926 e 1930, já com várias partes em avançado estado de degradação, causada principalmente por cupins, foram realizadas diversas intervenções de restauro sob a direção do frei Próspero Kaufmann e do mestre-de-obras Eustáquio Gomes, tendo como entalhadores Cassiano de Araújo, Pedro Luís e Cipriano de Oliveira, e Luís Alves Pereira fazendo os douramentos. Eles repararam a estatuária, modificaram estruturas e ornamentos das capelas secundárias e a decoração da capela-mor. Mas como eles não tinham conhecimento especializado, o trabalho foi de pobre qualidade. O retábulo original da capela-mor, então seriamente carcomido, foi quase todo modificado, além de serem retiradas estátuas portuguesas de São Domingos e Santo Antônio. Desta época data a entronização do grande grupo escultórico no altar-mor, obra moderna de Pedro Ferreira, e a substituição da antiga estátua de São Luís de Toulouse na capela direita do transepto por uma representando o Sagrado Coração de Jesus. Recentemente a troca foi desfeita, bem como retornou ao seu lugar a imagem de Santa Ifigênia, também removida anteriormente. Além disso, por causa de suas preciosidades a Igreja já foi vandalizada várias vezes e teve várias peças originais roubadas.
Durante as obras de revitalização do centro histórico de Salvador, a Igreja, o Convento e seu largo fronteiro também receberam atenção conservadora, mas o monumento precisa de cuidados permanentes. Em 2005 os azulejos do claustro foram cobertos por gaze para evitar que a superfície pintada se desprendesse, o que já se verificava em muitos pontos. Foi solicitado um restauro emergencial ao Instituto do Patrimônio Histórico e Artístico Nacional (IPHAN), mas em vista do alto custo da obra não houve condições de realizá-la. Em 2006 foi realizado um projeto de pesquisa empregando-se técnicas de fotografia e restauro digital a fim de preservar pelo menos a iconografia dos azulejos antes que ela fosse perdida inteiramente, a fim de que um futuro trabalho de restauração pudesse ter subsídios consistentes.
Em 2010, além dos problemas nos azulejos, os pilares do claustro, construídos com pedra calcária, também estavam danificados, alguns estavam em risco de colapsar, apresentando fissuras, perda de fragmentos, impregnação salina e infestação por fungos e musgo, problemas causados pela infiltração de água do piso superior e pela incidência direta da chuva. Foi desenvolvido um estudo para determinar as técnicas mais adequadas para remediar os problemas e foram realizados reparos e consolidação das estruturas.
A necessidade de conservação, coisa sempre muito cara em se tratando de monumentos históricos, também se choca com os interesses da comunidade franciscana, cujo objetivo central é o trabalho com os pobres. O frei Hugo Fragoso disse em 2010 que os frades não podem viver para os Conventos, mas para suas obras assistenciais e pastorais. Em que pese sua enorme importância, são relativamente poucos os turistas que o visitam, e um programa para tornar o complexo autossustentável ainda está por ser feito; tudo o que se refere à sua conservação ainda depende basicamente do governo.
Em 2020 o IPHAN anunciou a liberação de verba para restaurar os azulejos do claustro, e em maio de 2023, depois de três anos de trabalho, o restauro havia sido concluído, tendo custado 4,1 milhões de reais, provenientes do Fundo de Direitos Difusos do Governo Federal. O projeto incluiu um curso de preparação de novos profissionais, habilitando-os a trabalhar no restauro de outras edificações históricas.
Contudo, outros problemas graves haviam aparecido e ainda não havia um projeto para sua recuperação. Pilastras haviam perdido o reboco, partes do piso estavam desniveladas, o teto de uma das salas anexas estava ameaçado de desabamento, precisando ser escorado, pinturas e algumas salas estavam descascando, e um dos pátios, bem como um trecho da via pública em frente, haviam sido interditados porque o pináculo da torre direita estava com risco de desabar. Com esses problemas o número de turistas caiu e o comércio da região, que depende deles, foi prejudicado. Em outubro de 2024 o IPHAN anunciou a liberação de 1,2 milhão de reais para as obras de restauro.

## Desabamento do teto em 2025
Na tarde de 5 de fevereiro de 2025, por volta das 14h30 no horário local, o teto do templo da Igreja e Convento de São Francisco desabou, resultando na morte de uma pessoa, de 26 anos, natural de Ribeirão Preto e que estava em Salvador a turismo, e deixou outras cinco pessoas feridas.

A edificação já enfrentava problemas estruturais desde 2023, incluindo infiltrações, desabamento de elementos, problemas na pintura e desnivelamento do piso. O desabamento ocorreu na área da nave do templo. Imagens feitas por testemunhas no local mostram a área coberta por destroços, principalmente de madeira, que faziam parte da estrutura do teto. Giulia Panchoni Righetto, de 26 anos, era natural de Ribeirão Preto e faleceu no local do desabamento. Outras cinco pessoas ficaram feridas e foram atendidas no local e encaminhadas para hospitais.

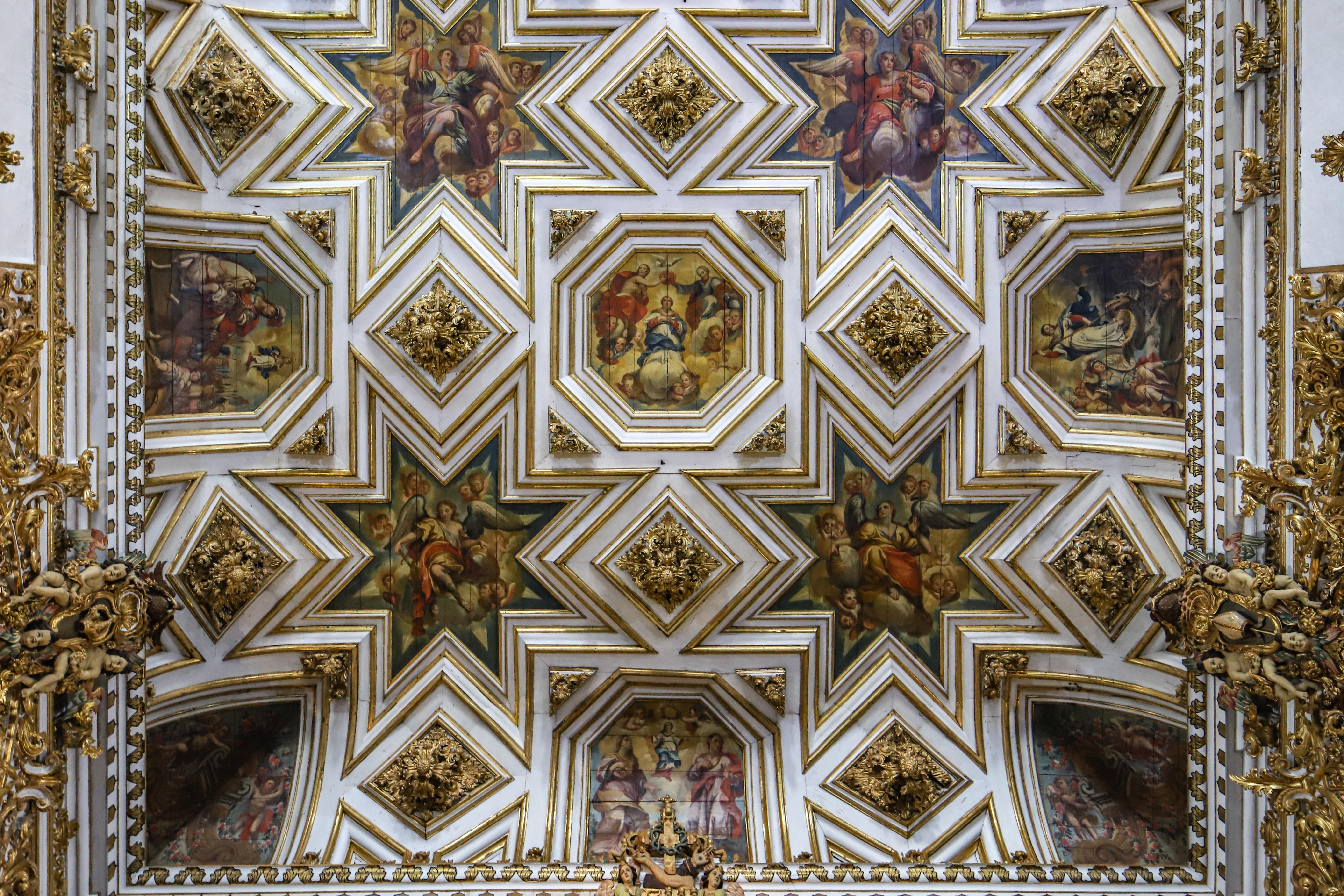
Detalhe do teto da nave

As causas do desabamento ainda estão sendo investigadas. No entanto, os problemas estruturais preexistentes na Igreja são apontados como um fator contribuinte. Em 2023, parte da Igreja já havia sido fechada para visitação, especificamente o pátio, para a restauração do pináculo direito. O teto da nave da Igreja continha pinturas realizadas entre 1733 e 1737 sobre o Ciclo Mariano, atribuídas a Augusto Telles e ao Frei Jerônimo da Graça. A condição das pinturas após o desabamento é desconhecida.
O Convento é utilizado como residência pela Ordem dos Frades Menores, em Salvador. O Frei Pedro Júnior Freitas da Silva, guardião e diretor da Igreja e Convento de São Francisco afirmou ter notificado o IPHAN sobre uma dilação no forro dois dias antes do acontecimento, solicitando uma vistoria técnica que não fora realizada.

### Repercussão
O desabamento causou grande comoção devido a importância histórica e cultural da Igreja, tendo reacendido discussões acerca da necessidade de manutenção e restauração de edificações históricos, especialmente no Centro Histórico de Salvador, que é patrimônio nacional, pelo IPHAN, e Mundial pela UNESCO. Instituições, autoridades e intelectuais se manifestaram e prestaram solidariedade, como o Presidente da República Lula da Silva, a ministra da Cultura Margareth Menezes, que visitou o local no dia seguinte ao desabamento, o senador Jaques Wagner, o governador da Bahia Jerônimo Rodrigues, o prefeito de Salvador Bruno Reis, a UNESCO, o presidente do IPHAN Leandro Grass, o deputado federal Jorge Solla, a Conferência Nacional dos Bispos, que remeteu desde o Vaticano, a Província Franciscana e a Comunidade Franciscana, através dos frades Rogério Lopes da Costa e Pedro Júnior Freitas da Silva, e Professores da Universidade Federal da Bahia, como Luiz Alberto Ribeiro Freire, da Escola de Belas Artes, que afirmou que o patrimônio histórico da Bahia encontra-se “seriamente comprometido”, citando como exemplo o Convento de Santa Teresa, que sedia o Museu de Arte Sacra da própria Universidade, que encontra-se fechado por questões estruturais, e Nivaldo Vieira de Andrade Junior, da Faculdade de Arquitetura, que disse:
O desabamento é uma das tragédias mais graves que já aconteceram no Centro Histórico de Salvador e reflete a espiral da falta de preservação do patrimônio histórico no Brasil. Tem diversas Igrejas tombadas no Centro Histórico com problema, algumas melhores e outras piores que essa.

### Investigação
A situação estrutural da edificação já era conhecida. O Instituto do Patrimônio Histórico e Artístico Nacional havia, inclusive, emitido em 2022 um auto de infração contra a Província Franciscana de Santo Antônio do Brasil em razão da "degradação da Igreja por falta de manutenção e conservação". Após o desabamento, foram iniciadas investigações e inquéritos para "determinar as causas do desabamento e avaliar os danos à estrutura da edificação" pelas Polícias Federal e Civil da Bahia, pelo IPHAN, que reafirmou a responsabilidade sobre a ordem religiosa, e pela Defesa Civil de Salvador.
Ainda, segundo Leandro Grass, presidente do IPHAN, o órgão irá iniciar uma busca por edificações em condições de risco parecidas com a do templo da Igreja e Convento de São Francisco, que poderão ser autuadas e interditadas.

### Restauração
Ainda não há informações sobre quando e como a Igreja será restaurada. O Ministério da Cultura e o IPHAN informaram que aguardam a conclusão do inquérito sobre o desabamento do teto “para adotar as medidas cabíveis”. No entanto, devido ao valor histórico e cultural da edificação considerada patrimônio nacional e da Humanidade, o IPHAN iniciou, no dia seguinte ao desabamento, o mapeamento e avaliação dos danos na estrutura, a ministra da Cultura Margareth Menezes visitou o local e o Ministério informou que garantirá dispensa de licitação para que sejam executadas obras de caráter emergencial.